# Direttività

Diagramma che illustra la direttività di un'antenna

Nell'elettromagnetismo, la direttività viene riferita solitamente ad un'antenna. 

## Definizione descrittiva
La direttività di un'antenna in una certa direzione è definita come il rapporto tra l'intensità di radiazione irradiata in tale direzione (la sua emissione più forte) e la potenza totale irradiata uniformemente in tutte le direzioni (radiatore isotropico ideale). La differenza con il guadagno è che quest'ultimo al denominatore presenta la potenza totale in ingresso all'antenna che è solo in parte irradiata e in parte dissipata dal conduttore dell'antenna stessa. Come per il guadagno anche la direttività è definita come una funzione della direzione di osservazione e con il solo termine direttività si intende comunemente il valore massimo di tale funzione in corrispondenza della direzione di massimo. La direttività di un'antenna reale può variare da 1,76 dBi per un piccolo dipolo, a ben 50 dBi per una grande antenna parabolica.

## Definizione matematica
La direttività D di un'antenna è il valore massimo del suo guadagno in direttiva. Il guadagno in direttiva è rappresentato da {\displaystyle D(\theta ,\phi )} e mette a confronto l'intensità radiante (potenza per angolo solido unità) {\displaystyle U(\theta ,\phi )} che crea una antenna in una particolare direzione sul valore medio su tutte le direzioni:
{\displaystyle D(\theta ,\phi )={\frac {U(\theta ,\phi )}{P_{\text{tot}}/\left(4\pi \right)}}.}

### Dimostrazione
Tipicamente, le antenne in trasmissione (con analogia di reciprocità nel caso ricevente) non irradiano in modo isotropo, prediligendo alcune particolari direzioni. Tale proprietà è nota come direttività. 
Per qualsiasi antenna TX il campo elettrico in Far Field (ad elevata distanza dalla sorgente di radiazione) è esprimibile come:
{\displaystyle {\vec {E}}(P)={\dot {Io}}{\frac {e^{-jkor}}{r}}{\vec {f}}(\theta ,\phi )}
dove {\displaystyle {\dot {Io}}}rappresenta il livello di eccitazione dell'antenna, {\displaystyle r}la distanza del punto P, dall'origine del piano Oxyz; {\displaystyle {\frac {e^{-jkor}}{r}}}è noto come fattore di propagazione e {\displaystyle {\vec {f}}(\theta ,\phi )}rappresenta la funzione di radiazione (diversa a seconda della tipologia di antenna). 
Il fattore di propagazione nella sua forma conduce a diverse considerazioni utili:
- l'intensità del campo elettrico {\displaystyle {\vec {E}}(P)}diminuisce con l'aumentare della distanza dalla sorgente;
- il termine esponenziale, identifica la natura propagativa dei campi (onda).

La funzione di radiazione, invece, è tipicamente definita come mediante la terna: {\displaystyle {\vec {f}}(\theta ,\phi )={\dot {fr}}{\vec {a}}r+{\dot {f\theta }}{\vec {a}}\theta +{\dot {f\phi }}{\vec {a}}\phi ={\dot {f\theta }}{\vec {a}}\theta +{\dot {f\phi }}{\vec {a}}\phi }sotto ipotesi di Far Field in cui siamo in presenza di campi tangenziali, senza componenti lungo la direzione di propagazione {\displaystyle {\vec {a}}r}.
In campo lontano, vale anche la relazione, per cui:
{\displaystyle {\vec {H}}(P)={\frac {1}{\eta 0}}{\vec {a}}r\times {\vec {E}}(P)}
il flusso di energia avviene quindi con densità puntuale fornita dal vettore di Poynting:
{\displaystyle {\vec {p}}(P)={\frac {1}{2}}Re[{\vec {E}}\times {\vec {H}}^{*}]={\frac {1}{2\eta 0}}|{\dot {Io}}|^{2}{\frac {|{\vec {f}}(\theta ,\phi )|^{2}}{r^{2}}}{\vec {a}}r=p(P){\vec {a}}r}
Tale relazione non è sufficiente a descrivere univocamente un'antenna TX, data la sua dipendenza da {\displaystyle {\dot {Io}}}ed {\displaystyle r}. Per sganciarsi da {\displaystyle r}, basti considerare una sfera di raggio {\displaystyle r} centrata in O (sorgente).
La superficie di tale sfera, può essere considerata come composta da areole infinitesime di superficie {\displaystyle d{\vec {S}}=r^{2}sin(\theta )d\theta d\phi {\vec {a}}r},attraverso la quale si ottiene una potenza fornita infinitesima:
{\displaystyle dP_{RAD}=p(P)dS}
Se si considera un cono con vertice nell'origine e base la superficie infinitesima {\displaystyle dS}esso sarà un angolo solido di {\displaystyle d\Omega ={\frac {dS}{r^{2}}}} da cui :
{\displaystyle dP_{RAD}=p(P)dS=p(P)r^{2}d\Omega =U(\theta ,\phi )d\Omega }
con 
{\displaystyle U(\theta ,\phi )={\frac {1}{2\eta 0}}|{\dot {Io}}|^{2}|{\vec {f}}(\theta ,\phi )|^{2}}
Se consideriamo ora la potenza totale irradiata dall'antenna, come il flusso sopra calcolato, attraversante l'intera sfera che circoscrive la sorgente (in tutte le direzioni), risulterà che:
{\displaystyle \iint \limits _{SFERA}{\vec {p}}(r,\theta ,\phi )d{\vec {S}}=\int _{0}^{2\pi }\int _{0}^{\pi }\displaystyle {\vec {p}}(r,\theta ,\phi )r^{2}sin\theta d\theta d\phi =\int _{0}^{2\pi }\int _{0}^{\pi }\displaystyle U(\theta ,\phi )sin\theta d\theta d\phi }
da qui, applicando la formula 
{\displaystyle D(\theta ,\phi )={\frac {U(\theta ,\phi )}{P_{\text{RAD}}/\left(4\pi \right)}}}
è possibile fornire una descrizione di quanto l'antenna si discosta da un'antenna isotropa.